# Cal Cristià
Cal Cristià és una obra de la Llacuna (Anoia) inclosa a l'Inventari del Patrimoni Arquitectònic de Catalunya.

## Descripció
És una casa d'estil popular interessant perquè conserva el portal d'entrada, d'arc de mig punt adovellat. Té dos pisos (el superior deu ser destinat a golfes) amb l'element remarcable de presentar, al primer pis, una finestra que conserva, malmès, la forma d'un arc conopial.
La seva part posterior dona a la muralla.

## Història
Probablement data del segle xv, datació que coincideix també amb la presència, fins al nostre segle, en aquest carrer, d'un dels 5 portals de la vila, l'anomenat "portal de la Font" o dels Massips. Aquests portals, formaven part de l'antiga muralla, d'origen medieval, ja coneguda el segle xix.